# 一宮事件
一宮事件（いちのみやじけん）は、北朝鮮（朝鮮民主主義人民共和国）によるスパイ事件。1964年（昭和39年）7月29日摘発（検挙）。

## 概要
戦前日本に滞在し、旧制中学校に在学歴をもつ吉岡一夫こと朴秀奭は、1963年（昭和38年）3月、北朝鮮工作員として当局より召喚され、短期のスパイ訓練を受けた後、
- 韓国在住者の獲得と対韓国工作
- 日本の中部地方の軍事・産業・地理等に関する情報収集

の任務をあたえられ、1963年5月、日本海に面した秋田県山本郡八森町（現、八峰町）の海岸から密入国した。
朴は、愛知県内を転々としながら、自衛隊に関する情報収集にあたっていたほか、日本国内の防衛産業の調査や対南工作に従事した。さらに、密出国ポイントに関する調査も行い、これらの情報は暗号化したうえで航空扱いや連絡担当者への手交によって当局に報告した。愛知県警察は、1964年7月29日、朴秀奭（39歳）を逮捕、愛知県一宮市の朴のアジトから乱数表、自衛隊関連資料等を押収した。
朴は、1964年10月27日、名古屋地方裁判所において、出入国管理令（出入国管理及び難民認定法）・外国人登録法違反で懲役1年の判決を受けた。
朴はその後、1965年（昭和40年）に自費で北朝鮮に戻った。